# 陸振聲
陸振聲（英語：Matthias Lu Zhen-sheng；1918年—2002年1月4日；聖名：瑪弟亞），是天主教中國籍地下教會主教及大陸主教團成員，不獲中國政府承認。曾任秦州教區輔理主教。（1982年-2002年）

## 生平
陸振聲出生於1918年，在中華民國甘肅省。於1981年4月17日，陸振聲在62歲時晉鐸。
1982年3月2日，陸振聲由地下教會陝西省漢中教區主教余成悌秘密祝聖成為秦州教區輔理主教，後獲得時任教宗若望保祿二世認可。但是，中國政府一直不承認陸主教的主教身份。
陸振聲主教受地下教會團體派遣，分別在1984年為廣西南寧總教區主教蒙子文、在1985年為上海教區主教范忠良和在1987年為河北省保定教區輔理主教史純潔主禮祝聖晉牧。1989年12月底，陸振聲主教因參與在同11月21日於陝西的三原會議及組織成立忠於教宗的大陸主教團，而被中國政府拘捕。
2002年1月4日，陸振聲主教在中國甘肅省蘭州逝世，享年73歲。